# 李濬益
李濬益（韓語：이준익；1959年9月25日—），韓國電影導演、編劇。1987年，从广告企划人踏足电影圈。

## 作品
- 1993年：《Kid Cop（朝鲜语：키드캅）》
- 2003年：《黃山伐》
- 2005年：《王的男人》
- 2006年：《廣播明星（朝鲜语：라디오 스타 (영화)）》
- 2007年：《快樂人生》
- 2008年：《君在遠方》
- 2010年：《出雲之月（朝鲜语：구르믈 버서난 달처럼 (영화)）》
- 2011年：《平壤城》
- 2013年：《希望：為愛重生》[1][2][3]
- 2015年：《思悼》
- 2016年：《東柱》
- 2017年：《朴烈》
- 2018年：《我的嘻哈我的家》
- 2021年：《茲山魚譜》

## 客串
- 2016年：tvN《Entourage》
- 2019年：《新奇士家族（朝鲜语：썬키스 패밀리）》飾演 著名導演（特別出演）

## 獎項
- 2006年：第43屆大鐘獎－導演獎
- 2006年：第43屆大鐘獎－最優秀作品獎
- 2006年：Mnet亞洲音樂大獎－年度最佳電影獎
- 2006年：第3屆MAX電影最佳電影獎－最佳導演獎
- 2013年：第34屆青龍電影獎－最優秀作品獎
- 2015年：第35屆韓國電影評論家協會獎－十大電影獎
- 2015年：第35屆韓國電影評論家協會獎－最優秀作品獎
- 2016年：第21屆春史電影獎－特別獎部門分享獎
- 2016年：第52屆百想藝術大獎－電影部門大獎
- 2016年：第25屆釜日電影獎－最優秀導演獎
- 2016年：第36屆韓國電影評論家協會獎－十大電影獎
- 2016年：第36屆韓國電影評論家協會獎－國際影評人聯盟韓國本部獎
- 2016年：第47屆印度國際影展－評委特別獎
- 2017年：第54屆大鐘獎－導演獎
- 2017年：第1屆The Seoul Awards（英语：The Seoul Awards）－電影部門大獎
- 2017年：第37屆韓國電影評論家協會獎－十大電影獎
- 2017年：第7屆美麗藝術人獎－大獎
- 2017年：第4屆韓國電影製作人協會獎－導演獎
- 2017年：第17屆導演剪輯獎－年度特別表彰
- 2018年：抵抗電影節－最佳導演獎
- 2021年：第57屆百想藝術大獎－電影部門大獎
- 2021年：第30届釜日电影节（英语：30th Buil Film Awards） - 最佳导演奖